# Manuel Legris

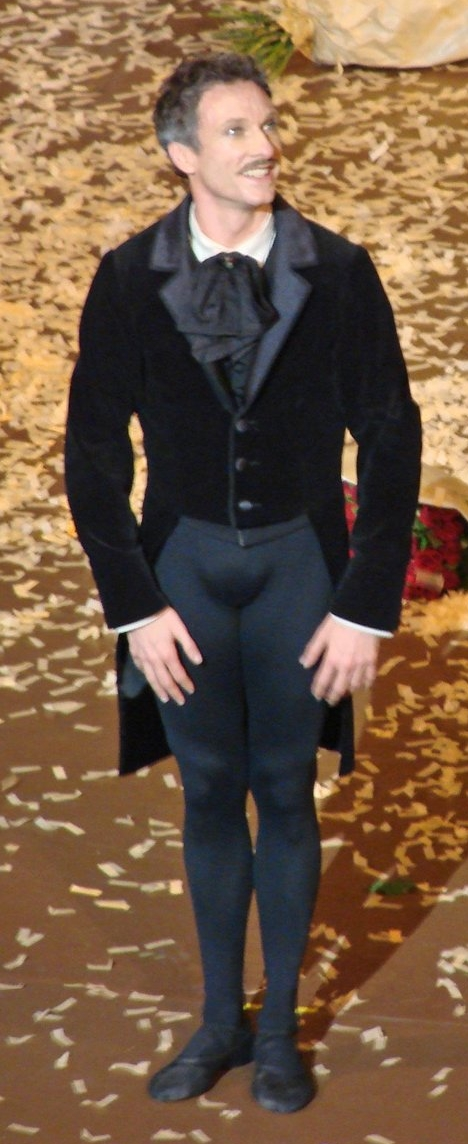
Manuel Legris am 15. Mai 2009 in der Opéra Garnier

Manuel Legris (* 19. Oktober 1964 in Paris) ist ein französischer Balletttänzer und Ballettdirektor.

## Leben
Manuel Legris wurde an der Ballettschule der Pariser Oper ausgebildet und 1980 an das Ballett der Pariser Oper engagiert. 1986 wurde er vom damaligen Ballettdirektor der Pariser Oper, Rudolf Nurejew, zum Danseur Etoile ernannt. Er tanzte die großen Partien des klassischen und modernen Repertoires und trat in zahlreichen Uraufführungen hervor. Im Dezember 2005 bot ihm das Stuttgarter Ballett die Titelrolle in Onegin an, das er mit Maria Eichwald und der Kompanie während einer Japantournee und im Januar 2006 in Stuttgart tanzte. Weltweit absolvierte er Gastspiele mit den renommiertesten Ballettkompanien sowie mit seinem eigenen Ensemble Manuel Legris et ses Etoiles.
Im Mai 2009 gab er seine Abschiedsvorstellung als Danseur Etoile der Pariser Oper, seither ist er als Gastsolist an diesem Haus, an anderen Bühnen in Europa sowie in Asien und Amerika aufgetreten. Seit 1. September 2010 ist Manuel Legris Direktor des Wiener Staatsballetts. Bis Dezember 2019 war er auch künstlerischer Leiter der Ballettschule der Wiener Staatsoper.

## Wien-Bezug
Im Laufe seiner Tänzerkarriere trat Manuel Legris häufig in Wien auf. An der Wiener Staatsoper debütierte er am 27. Jänner 1985 als Béranger in Rudolf Nurejews Raymonda, 1989 war er als Jean de Brienne in Raymonda und als Prinz Florimund in Nurejews Dornröschen zu sehen. 1999 kehrte er an die Wiener Staatsoper zurück, um in der Saisonschluss-Gala des Wiener Staatsopernballetts zu tanzen. Weitere Auftritte im Haus am Ring hatte er 1999 als Des Grieux in Kenneth MacMillans Manon, 2001 in der Saisonschluss-Gala sowie 2003 in der Nurejew-Gala. Außerdem trat er 2000 im Rahmen eines Gastspiels des Wiener Staatsopernballetts in Madrid in Manon auf. Überdies gastierte Manuel Legris mit ausländischen Kompanien an der Wiener Staatsoper – 1989 mit dem Tokyo Ballet, 2000 im Rahmen von ImPulsTanz mit dem Ballett der Pariser Oper. Bei Gastspielen des Balletts der Pariser Oper auf anderen Wiener Bühnen tanzte er 1986 bei TANZ 86 im Theater an der Wien und 2005 im Rahmen von ImPulsTanz im Burgtheater. 2008 trat er in der Ballett-Gala von ImPulsTanz im Burgtheater auf.
Das von Renato Zanella für Manuel Legris kreierte Solo Angel wurde 1999 an der Wiener Staatsoper uraufgeführt. In der ORF-Übertragung des Neujahrskonzerts 2001 der Wiener Philharmoniker tanzte Manuel Legris das Solo Kobold in einer Choreographie von Zanella.

## Ballettdirektion
Am 1. September 2010 übernahm Manuel Legris die Direktion des Wiener Staatsballetts, das an rund 85 Abenden pro Saison sowohl in der Wiener Staatsoper als auch in der Volksoper Wien auftritt. In seiner ersten Spielzeit (2010/2011) setzte er die ungewöhnlich hohe Anzahl von insgesamt acht Premieren in beiden Häusern an. Für die überaus erfolgreiche Premiere von Rudolf Nurejews Fassung von Don Quixote zeichnete er selbst für die Einstudierung verantwortlich. Als Tänzer trat er in der Eröffnung des Wiener Opernballs 2011 in Erscheinung. In seiner zweiten Spielzeit (2011/2012) folgten weitere fünf Premieren, wobei Legris diesmal gemeinsam mit Elisabeth Platel die Einstudierung von Pierre Lacottes romantischem Ballett La Sylphide selbst übernahm. In der Spielzeit (2012/2013) gab  es u. a. Rudolf Nurejews Ballett Der Nussknacker, das gemeinsam von Manuel Legris, Aleth Francillon und Nathalie Aubin einstudiert wurde. In der Spielzeit 2013/14 folgte u. a. Rudolf Nurejews Schwanensee nach Marius Petipa und Lev Ivanov, das ebenfalls wieder von Manuel Legris einstudiert wurde. Die Saison 2014/15 brachte u. a. John Neumeiers beide Ballette Josephs Legende und Verklungene Feste. In der Saison 2015/16 folgten u. a. mit Le Corsaire Manuel Legris' erste eigenständige abendfüllende Choreographie. 2016/17 präsentierte er u. a. mit Daniel Proiettos Blanc eine weitere Neukreation für das Wiener Staatsballett. In der Saison 2017/18 stand neben dem dreiteiligen Ballettabend „MacMillan | McGregor | Ashton“ u. a. auch noch Edward Clugs „Peer Gynt“ auf dem Programm.
Am 12. Dezember 2017 gab Legris per offizieller Aussendung seinen Abschied von der Wiener Staatsoper mit Ende der Spielzeit 2020 bekannt. Im Juni 2018 wurde bekannt, dass ihm Martin Schläpfer mit 1. September 2020 als Direktor und Chefchoreograf des Wiener Staatsballetts und der Ballettakademie nachfolgen soll.
Im Februar 2020 wurde bekannt, dass er Ende 2020 an die Mailänder Scala wechseln und dort Frédéric Olivieri als Ballettchef nachfolgen soll.

## Repertoire
Manuel Legris’ Repertoire im Ballett der Pariser Oper umfasste neben Hauptrollen in Klassikereinstudierungen Hauptpartien in Werken von Frederick Ashton, George Balanchine, Maurice Béjart, Trisha Brown, John Cranko, Nacho Duato, Mats Ek, Michail Fokin, William Forsythe, Jiří Kylián, Pierre Lacotte, Harald Lander, Serge Lifar, Kenneth MacMillan, John Neumeier, Rudolf Nurejew, Roland Petit, Angelin Preljocaj, Jerome Robbins, Twyla Tharp, Antony Tudor, Rudi van Dantzig und anderen wichtigen Choreographen.

## Preise und Auszeichnungen
Zu seinen Preisen und Auszeichnungen zählen: Goldmedaille beim Ballettwettbewerb in Osaka (1984), Prix du Cercle Carpeaux (1985), Prix Nijinsky (1988), Benois de la Danse (1998), Nijinsky-Award („Bester Tänzer der Welt, 2000“), Prix Léonide Massine (2001), Chevalier des Arts et Lettres (1993), Officier des Arts et Lettres (1998), Chevalier de l’Ordre National du Mérite (2002), Chevalier de la Légion d’honneur (2006), Commandeur des Arts et Lettres (2009), Ehrenmitglied und Ehrenring der Wiener Staatsoper (2018).

## Filmographie
- Roméo et Juliette (Rudolf Nurejew)
- Le Spectre de la rose (Michel Fokine)
- Notre-Dame de Paris (Roland Petit)
- L'Arlésienne (Roland Petit)
- La Belle au bois dormant (Rudolf Nurejew)
- Don Quichotte (Rudolf Nurejew)
- Sylvia (John Neumeier)

## Bibliographie
- Kishin Shinoyama, Manuel Legris à l’Opéra de Paris.